# Гордана Томовић
Гордана Томовић (Београд, 1941) српски је историчар, палеограф и археолог, специјализована за средњи век.

## Биографија
На групу за археологију Филозофског факултета Универзитета у Београду уписала се 1960. године и дипломирала на одсеку за средњовековну археологију код професора др Јована Ковачевића 1965. године. На истом одсеку завршила постдипломске студије и одбранила 1972. магистарски рад Морфологија ћириличких натписа на Балкану. Маја 2004. докторирала са темом Жупе у средњовековној српској држави. Учествовала је на бројним археолошким ископавањима и рекогносцирања у Србији.
Од 1969. године, запослена у Историјском институту у Београду, где учествује у историјско-географским истраживањима средњовековне српске државе на терену. Топономастичку грађу истраживала је у Архиву САНУ и Архиву Србије у Београду, у Хисторијском архиву у Дубровнику и у Архиву Бугарске академије наука у Софији.
Радови Г. Томовић из области картографије засновани су на проучавању старих карата током студијских боравака у Венецији, Амстердаму, Паризу, Фиренци, Болоњи и Бечу.

## Радови
- Томовић, Гордана (1974). Морфологија ћириличких натписа на Балкану. Београд: Историјски институт.
- Југословенске земље на средњовековним поморским картама, Monumenta cartographica Jugoslaviae II, Средњовековне карте, Београд, Историјски институт; Народна књига, 1979, 35-64. / Г. Шкриванић, Г. Томовић, М. Николић/
- Рударство Југославије, Одељак: „Средњовековно рударство“, Загреб, 1982, 123-127; [исто:] Mining of Yugoslavia, „Mining in the middle ages“, Zagreb, 1982, 127-132.
- Азбуковица. Земља, људи и живот, Одељак: „IV Средњи век“, Самоуправна интересна заједница културе Општине Љубовија, 1985, 53-68.
- Историја Титовог Ужица I (до 1918). Одељци: Средњи век : Од касне антике до краја XII века; У држави Немањића (XIII-XIV век); Обласни господари у XIV веку; Ужице у Српској деспотовини; Историјски институт Београд - Народни музеј Т. Ужице, 1989, 117-163, 936-942.
- Томовић, Гордана (1991). „Територија Србије на картама до 1600. године”. Србија и суседне земље на старим географским картама. Београд: САНУ. стр. 21—52.
- Томовић, Гордана (1991). „Глагољски натпис са Чечана”. Историјски часопис. 37 (1990): 5—19.
- Томовић, Гордана (1991). „Алтин у XIV и XV веку”. Становништво словенског поријекла у Албанији. Титоград: Историјски институт. стр. 153—166.
- Синдик, Душан И.; Томовић, Гордана (1996). Писци средњовјековног латинитета. Цетиње: Обод.
- Томовић, Гордана (1997). „Срби у дијаспори на картама XVI-XVIII века”. Сентандрејски зборник. 44 (1997): 21—37.
- Томовић, Гордана (1997). „Средњовековна рударска топонимија у околини Пријепоља”. Милешевски записи. 2: 91—99.
- Томовић, Гордана (1998). „На Романи Луце”. Историјски часопис. 44 (1997): 89—101.
- Томовић, Гордана (1998). „Затрнавска жупа”. Косовско-метохијски зборник. 2: 1—11.
- Томовић, Гордана (2002). „Provincia de Stefano”. Српска проза данас: Косаче - оснивачи Херцеговине. Билећа-Гацко: Просвјета. стр. 351—361.
- Томовић, Гордана (2002). „Жупа Будимља”. Милешевски записи. 5: 63—75.
- Томовић, Гордана (2005). „Микротопонимија око града Раса према турском попису из 1468/9. године”. Споменица Милана Васића. Бања Лука: Академија наука и умјетности Републике Српске. стр. 165—184.
- Томовић, Гордана (2005). „О глагољском натпису из Конавала” (PDF). Историски часопис. 52: 23—31.
- Томовић, Гордана (2005). „Дабар”. Милешевски записи. 6: 35—45.
- Томовић, Гордана (2006). „Из историје средњег Полимља од VII до XVII века”. Манастир Светог Николе у Подврху: 1606-2006. Београд: Службени преглед. стр. 23—57.
- Томовић, Гордана (2007). „Косово и Метохија на старим картама од XV до XVIII века” (PDF). Косово и Метохија: Прошлост, садашњост, будућност. Београд: САНУ. стр. 61—72. Архивирано из оригинала 05. 03. 2016. г. Приступљено 24. 09. 2018.
- Томовић, Гордана (2007). „Детаљни опис Санџака Плевље 1899. године”. Гласник Завичајног музеја. Пљевља. 6: 39—45.
- Томовић, Гордана (2007). „Српски средњовековни црквени поседи у горњем Полимљу”. Милешевски записи. 7: 31—67.
- Томовић, Гордана (2007). „Црква Грлица”. Милешевски записи. 7: 69—73.
- Томовић, Гордана (2008). „Дубровачка грађа о цркви Грилици у Полимљу” (PDF). Историски часопис. 56: 261—278.
- Томовић, Гордана (2009). „Деспотов канун”. Средњовековно право у Срба у огледалу историјских извора. Београд: САНУ. стр. 291—300.
- Томовић, Гордана (2009). „Нормирање транскрипције и транслитерације старосрпских натписа”. Стандардизација старословенског ћириличког писма и његова регистрација у Уникоду. Београд: САНУ. стр. 197—207.
- Томовић, Гордана (2009). „Посед српског властелина Детоша у XIV веку” (PDF). Историски часопис. 58: 93—108.
- Томовић, Гордана; Пушица, Славољуб (2009). „Средњовековне путне станице и коначишта у Полимљу”. Милешевски записи. 8: 69—96.
- Томовић, Гордана (2012). „Жичко властелинство”. Наша прошлост. 12: 9—52.
- Томовић, Гордана (2013). „Манастир Милешева и манастирски трг Пријепоље у средњовековној трговини Полимља”. Осам векова манастира Милешеве: Зборник радова. 1. Пријепоље: Епархија милешевска. стр. 62—78.
- Томовић, Гордана (2015). „Карта Босне Ђакома Кантелија из 1689. године”. Зборник радова у част академику Десанки Ковачевић Којић. Бања Лука: АНУРС. стр. 493—531.
- Томовић, Гордана (2019). „О законодавној делатности деспота Стефана Лазаревића”. Средњи век у српској науци, историји, књижевности и уметности. 10. Деспотовац: Народна библиотека. стр. 31—51.